# Na chwilę, na zawsze
Na chwilę, na zawsze – polski dramat filmowy z 2022 roku w reżyserii Piotra Trzaskalskiego. W głównych rolach wystąpili Martyna Byczkowska oraz Paweł Domagała. Film miał premierę 11 lipca 2022 roku.

## Fabuła
Młoda piosenkarka Pola będąca w szczytowym okresie swojej rozpoznawalności po jednym z występów pod wpływem alkoholu doprowadza do wypadku samochodowego. Celem medialnego wyciszenia sprawy jej ojciec i jednocześnie menadżer wymusza na niej udanie się do ośrodka terapii i leczenia uzależnień. Na miejscu poznaje Borysa, z którym łączy ją wspólna pasja do muzyki.

## Obsada
- Martyna Byczkowska jako Pola
- Paweł Domagała jako Borys
- Ireneusz Czop jako ojciec Poli
- Olaf Lubaszenko jako dyrektor ośrodka
- Kinga Preis jako matka Candy
- Tomasz Włosok jako Eryk
- Marta Burdynowicz jako Matka Teresa
- Justyna Janowska jako Sonia
- Olga Rayska jako Candy
- Aleksander Talkowski jako Kozak
- Mikołaj Matczak jako "Blady"
- Damian Sosnowski jako "Łysy"
- Alicja Stasiewicz jako Grażynka
- Anna Mrozowska jako Jolka[1]